# 辛琛
辛琛（？—？），字僧贵，陇西郡狄道县（今甘肃省定西市临洮县）人，北魏官员。

## 生平
辛琛的祖父辛敬宗、父亲辛树宝都曾任代郡太守。辛琛从小成为孤儿，曾经到友人家中，见到友人的父母兄弟都健在没有疾病，哭了很久。辛琛以奉朝请为起家官，转任荥阳郡郡丞。太守元丽因为任性发酒疯，辛琛经常劝谏。元丽后来喝醉酒，总是命令关上阁楼，说：“别让郡丞进来。”太和十九年（495年），魏孝文帝元宏南征，元丽也随同出征，魏孝文帝诏令辛琛说：“把荥阳郡内的事情委托给你，你可以像太守一样。”景明年间，辛琛出任伏波将军、济州辅国府长史，转任奉车都尉，出任扬州征南府长史。扬州刺史李崇经营了很多产业，辛琛总是劝告制止，李崇不听，于是双方互相弹劾纠举，皇帝诏令两人免于追究。辛琛后加号龙骧将军，兼任南梁郡太守。李崇为此置办酒宴，对辛琛说：“辛长史以后肯定会任刺史，只是不知道什么人做你的佐丞。”辛琛回答说：“如果真的出任刺史，能够得到一个正直规矩的长史，早晚听到自己的过失，是我的愿望。”李崇露出惭愧的脸色。辛琛在扬州征南府长史任内去世，他宽厚儒雅有度量，涉猎经史，喜怒不形于色，做官奉公守法，所在之处都得到称赞。

## 家庭

### 儿子
- 辛悠，北魏侍御史
- 辛俊，北魏山南行台郎中
- 辛术，北齐吏部尚书、江夏县男
- 辛休，早逝
- 辛脩，早逝